# Platyrhinoidis triseriata
Platyrhinoidis triseriata är en rockeart som först beskrevs av Jordan och Gilbert 1880.  Platyrhinoidis triseriata ingår i släktet Platyrhinoidis och familjen Rhinobatidae. IUCN kategoriserar arten globalt som livskraftig. Inga underarter finns listade i Catalogue of Life.